# Rufoclanis consanguineus
Rufoclanis consanguineus är en fjärilsart som beskrevs av William Lucas Distant 1902. Rufoclanis consanguineus ingår i släktet Rufoclanis och familjen svärmare. Inga underarter finns listade.